# Megistonoo
Megistonoo (in greco antico: Μεγιστόνους?, Megistónous, a sua volta da μεγιστός νοῦς, megistós noûs lett. "grandissima mente"; Sparta, ... – Argo, 224 a.C.) è stato un politico e militare spartano, secondo marito di Cratesiclea e patrigno del re Cleomene III.

## Biografia
Megistonoo fu un cittadino spartano vissuto nel III secolo a.C. Sposò Cratesiclea, la vedova del re Leonida II, morto nel 235 a.C.
Nelle Vite parallele, Plutarco lo descrive come un fedele collaboratore del figliastro, il re Cleomene III. Megistonoo infatti fu tra i pochi spartani messo al corrente della congiura ordita nel 227 a.C. dal re contro gli efori, che portò all'assassinio di quattro dei cinque magistrati e alla temporanea soppressione dell'eforato, restaurato solo cinque anni da Antigono III Dosone dopo la battaglia di Sellasia.
Eliminati gli efori, Cleomene attuò la controversa riforma agraria già promossa senza successo dal suo predecessore Agide IV, che prevedeva la redistribuzione delle terre fra tutti i cittadini. Secondo la testimonianza di Plutarco, il re fu il primo a dare l'esempio mettendo a disposizione i suoi latifondi, mentre Megistonoo fu il secondo.
Sempre secondo Plutarco (che in questa occasione cita direttamente le Memorie di Arato di Sicione), durante la guerra cleomenea Megistonoo fu inviato da Cleomene a trattare con Arato per ottenere la resa dell'Acrocorinto. Lo stratego della lega achea rifiutò però di consegnare la rocca della città, nonostante la ricca contropartita in denaro offerta dal re di Sparta attraverso il suo intermediario.
Plutarco riporta nella Vita di Arato che Megistonoo, nel corso della guerra cleomenea, fu fatto prigioniero da Arato in occasione della battaglia di Orcomeno, avvenuta probabilmente all'inizio del 226 a.C. e fu in seguito liberato, secondo alcuni storici in occasione dello scambio di ostaggi con gli Achei che fu organizzato da Cleomene alla fine del 226 a.C.
Megistonoo fu infine l'artefice del patto di alleanza con Argo nelle fasi finali della guerra cleomenea: sappiamo infatti da Plutarco che Cleomene se la prese soprattutto con lui alla notizia della ribellione della città (224 a.C.) e lo inviò immediatamente sul posto alla testa di un battaglione di 2 000 opliti per cercare di riprenderne il controllo. Nella Vita di Cleomene, Plutarco racconta che però Megistonoo fallì questa impresa e trovò la morte in battaglia.